# The Advisors Alliance
The Advisors Alliance è una serie televisiva cinese divisa in due parti del 2017 basata sulla vita di Sima Yi, un funzionario del governativo e un generale militare che visse nella tarda dinastia Han orientale e nel periodo dei Tre Regni della Cina. La serie ha interpretato il personaggio principale di Wu Xiubo, con Liu Tao, Li Chen, Janine Chang, Tang Yixin, Yu Hewei e Wang Luoyong che recitano in ruoli secondari. La prima parte della serie è stata trasmessa su Jiangsu TV e Anhui TV il 22 giugno 2017. La seconda parte è andata in onda su Youku l'8 dicembre 2017.

## Trama
La serie segue la vita di Sima Yi attraverso la tarda dinastia Han orientale e il periodo cinese dei Tre Regni.
La prima parte copre la prima carriera di Sima Yi sotto Cao Cao, il signore della guerra che controlla il governo centrale e l'imperatore Xian verso la fine della dinastia Han orientale. Sima Yi diventa consigliere del figlio di Cao Cao Cao Pi e lo assiste nella sconfitta del fratello minore Cao Zhi in una lotta per la successione al posto del padre. Dopo la morte di Cao Cao, Cao Pi usurpa il trono dall'imperatore Xian,determinando la fine della dinastia Han orientale e si dichiara imperatore del nuovo stato di Cao Wei . Questa parte termina intorno alla metà o verso la fine del regno di Cao Pi.
La seconda parte riguarda la carriera di Sima Yi nello stato di Cao Wei durante il periodo dei Tre Regni e il suo servizio sotto gli imperatori Cao Pi, Cao Rui e Cao Fang . Conduce le forze di Cao Wei in battaglie contro gli stati rivali, Shu Han e Wu orientale, scalando i ranghi diventando una delle figure più potenti di Cao Wei e alla fine un reggente per il terzo imperatore di Cao Wei, Cao Fang. Nei suoi ultimi anni, Sima Yi mette in scena con successo un colpo di Stato ai danni del suo co-reggente Cao Shuang ed efficace diventa il sovrano de facto dello Stato Cao Wei. Circa 15 anni dopo la morte di Sima Yi, suo nipote Sima Yan avrebbe usurpato il trono di Cao Wei e lo avrebbe sostituito con la dinastia Jin.

## Cast

### 1ª Parte
- Wu Xiubo as Sima Yi
- Liu Tao as Zhang Chunhua
- Li Chen as Cao Pi
- Yu Hewei as Cao Cao
- Tang Yixin as Guo Zhao (based on Guo Nüwang)
- Janine Chang as Bai Lingyun
- Zhai Tianlin as Yang Xiu
- Zhang Zhixi as Zhen Fu
- Wang Dong as Sima Fu
- Xiao Shunyao as Sima Shi
  - Lin Jingzhe as Sima Shi (child)
  - Rong Zishan as Sima Shi (young)
- Tan Jianci as Sima Zhao
  - Mei Zihan as Sima Zhao (young)
- Zhang He as Cao Zhen
- Wang Jinsong as Xun Yu
- Lai Xi as Hou Ji
- Chu Quanzhong as Chen Qun
- Cao Lei as Guo Jia
- Lu Siyu as Ji Bu
- Wang Renjun as Cao Zhi
- Liu Lingzhi as Deng Ai
- Liu Yue as Zhong Hui
- Xu Huanshan as Hua Tuo
- Huang Junpeng as Xu Shu
- Ding Haifeng as Sun Quan
- Zhang Zhizhong as Sima Fang
- Li Youwei as Sima Lang
- Zhang Doudou as Xiahou Hui
- Xu Min as Zhong Yao
- Lu Xingyu as Lu Xun
- Chen Zhihui as Cao Hong
- Luan Junwei as Ding Yi
- Lu Ling as Imperatrice Bian
- Yang Meng as Xun You
- Liu Jian as Yang Biao
- Wang Li as Man Chong
- Yin Guohua as Shi Chun
- Wang Xiuqiang as Jia Kui
- Wang Zeqing as Cui Yan
- Lu Yanqi as Xiaoyuan
- Liu Yulin as Cheng Yu
- Du Xingqi as Cao Xiu
- Zhang Xingzhe as Xiahou Shang
- Yang Hanbin as Xiahou Dun
- Cheng Cheng as Xiahou Xuan
- Li Shengye as Xiahou Mao
- Li Long as Xu Chu
- Guo Mingyu as Cao Zhang
- Li Yuyang as Princess Qinghe
- Hou Tongjiang as Uncle Fang
- Wang Zengqi as Wu Zhi
- Ren Yu as Liu Zhen
- Wang Maolei as Liu Xie (Emperor Xian)
- Tan Shasha as Consort Dong
- Yu Shuxin as Elder Princess
- Wu Yuyu as Younger Princess
- Wang Bozhao as Liu Bei
- Guo Jianuo as Zhang He
- Zhao Xin as Ziye
- Wang Hucheng as Zhang Zhao
- Zhao Yanmin as Dong Cheng
- Li Zhenze as Xiaozhou
- Tianbao as Cao Chong
- Li Xiaolong as Tian Liu
- Dalai Halihu as Cao Biao
- Liu Guhao as Cui Shen
- Chang Jin as Cao Ren
- Zhang Jun as Zhang Yin
- Lü Xinshun as Zhan Qian
- Li Haiying as Zhou Tai
- Shen Xuewei as Guan Jun
- Zhang Yongmin as Fa Jian
- Wei Yu as Xu Huang
- Liu Xu as Zhang Liao
- Cui Huaijie as Li Zheng
- Yao Xinyan as Sima Lang's daughter
- Huang Yi as Cao Rui (young)
- Zhao Yunzhuo as Princess Dongxiang

### 2ª Parte
- Wu Xiubo as Sima Yi
- Wang Luoyong as Zhuge Liang
- Liu Huan as Cáo Ruì
- Li Chen as Cao Pi
- Liu Tao as Zhang Chunhua
- Janine Chang as Bai Lingyun
- Tang Yixin as Guo Zhao (based on Guo Nüwang)
- Xiao Shunyao as Sima Shi
- Tan Jianci as Sima Zhao
- Du Yiheng as Cao Shuang
- Wang Dong as Sima Fu
- Lu Siyu as Ji Bu
- Xiao Rongsheng as Zhao Yun
- Pu Tao as Wang Yuanji
- Zhang He as Cao Zhen
- Lai Xi as Hou Ji
- Chu Quanzhong as Chen Qun
- Liu Lingzhi as Deng Ai
- Liu Yue as Zhong Hui
- Zhang Doudou as Xiahou Hui
- Yin Guohua as Shi Chun
- Du Xingqi as Cao Xiu
- Lu Yanqi as Xiaoyuan
- Zhang Xingzhe as Xiahou Shang
- Cheng Cheng as Xiahou Xuan
- Li Shengye as Xiahou Mao
- Guo Jianuo as Zhang He
- Chen Zhelun as Cao Fang
  - Sheng Zihang as Cao Fang (young)
- Han Dong as Wei Yan
- Yan Wenxuan as He Yan
- Zhao Huanyu as Ding Mi
- Yan Jie as Sun Li
- He Xiang as Guo Huai
- Guo Ye as Wang Shuang
- Cao Jiqiang as Meng Da
- Lu Yong as Sun Zi
- Liu Guoji as Liu Fang
- Wang Zi as Zhang Hu
- Zhu Yonglin as Han Lin
- Jiang Han as Liu Shan
- Bai Haitao as Jiang Wei
- Song Tao as Gao Xiang
- Xiao Bing as Huang Hao
- Liu Guangnan as Ma Su
- Xu Zhanwei as Ma Dai
- Hao Rongguang as Wang Ping
- Kang Fei as Guan Xing
- Gong Fangmin as Jiang Wan
- Wang Tieling as Wu Ban
- Chen Lixin as Yang Yi
- Li Yuhao as Deng Xian
- Hui Junping as Zhu Ran
- Zhang Yong as Zhou Fang
- Zhang Tianyang as Bixie
- Hu Li as Yue Lin
- Zheng Xintong as Lady Liu
- Chen Zhihui as Cao Hong
- Shi Guang as Cao Yu
- Fu Zhengyang as Cao Zhao
- Liu Qi as Sima Lun
- He Meiqi as Sima Rou
- Kuang Can as Chen Dao
- Wang Bozhao as Liu Bei
- Wang Li as Man Chong
- Xu Min as Zhong Yao
- Lu Xingyu as Lu Xun
- Wang Xiuqiang as Jia Kui
- Xu Yuanyuan as Qingxiao
- Wen Jing as Empress Dowager Guo
- Deng Yange as Jianjia
- Wang Zengqi as Wu Zhi

## Produzione
La serie ha richiesto cinque anni ed è costata un totale di 400 milioni di yuan, con la maggior parte del denaro destinato alle location. Più di 6 000 costumi sono stati realizzati per la serie. Wu Xiubo, l'attore protagonista, è il produttore esecutivo della serie. Le riprese sono durate 333 giorni, a partire dal 13 febbraio 2016 e terminando il 10 gennaio 2017.

## Colonna sonora
1. Duan Ge Xing (短歌行) (musica: Yu Hewei)
2. Shi Wu Cong Jun Zheng (十五从军征) (musica: Jin Yubin)
3. Yuan Ge Xing (怨歌行) (musica: Yeung Tung & Lu Moyi)

## Accoglienza

### Critica
La serie ha ricevuto elogi per la trama, la cinematografia e l'esecuzione del cast. La prima parte della serie ha generato sei miliardi di colpi su Youku e 8,2 punti su 10 su Douban. È stato anche pubblicato un gioco per cellulare adattato dalla serie. Tuttavia, alcuni telespettatori hanno criticato la serie sulla base di inesattezze storiche e hanno affermato che i dettagli aggiuntivi e le linee moderne della serie servono come distrazioni e rovinano l'atmosfera.